# Limenitis wallisi
Limenitis wallisi är en fjärilsart som beskrevs av Herman Dewitz 1877. Limenitis wallisi ingår i släktet Limenitis och familjen praktfjärilar. Inga underarter finns listade i Catalogue of Life.